# Flottengründungsplan von 1867
Der Flottengründungsplan von 1867 legte den Grundstein für die Entwicklung einer Marine des Norddeutschen Bundes, des Vorläufers der Kaiserlichen Marine.

## Geschichte
Nach dem Deutsch-Dänischen Krieg (1864) und dem Deutschen Krieg (1866) kam es zur Bildung des Norddeutschen Bundes mit der dominierenden Macht Preußen. In der Folge wurde mit Gesetz vom 9. November 1867 die Norddeutsche Bundesmarine gegründet. Sie ging aus der Preußischen Marine hervor und bestand aus der Flotte und der Seewehr. Der bereits am 24. Oktober 1867 vom Reichstag des Norddeutschen Bundes beschlossene Flottengründungsplan hatte folgende Ziele:
1. den Schutz des deutschen Seehandels
2. die Verteidigung der norddeutschen Küsten und Häfen
3. die Fähigkeit, den Handel eines möglichen Feindes zu stören und dessen Flotten, Küsten und Häfen anzugreifen.

Damit kam man den Vorstellungen des Oberbefehlshabers Prinz Adalbert von Preußen weit entgegen, dessen ursprüngliche Idee einer strategischen Schlachtflotte aus Kostengründen abgelehnt worden war.
Der Flottengründungsplan sah den Bau der folgenden größeren Schiffe vor:
- sechs Panzerschiffe
- neun Korvetten
- acht Avisos

Der Flottenplan hatte eine Laufzeit von 10 Jahren. Der Zulauf von neuen Einheiten verlief allerdings schleppend, zum einen durch finanzielle Engpässe, zum anderen aber auch durch die begrenzte Werftkapazität. In der Folge wurden die Panzerschiffe sowie wichtige Teile wie die Dampfmaschinen im Ausland beschafft. Dem Mangel an großen Schiffen wurde zum Teil mit dem beschleunigten Bau kleinerer Einheiten begegnet, die einen Teil der Aufgaben größerer Schiffe übernahmen – so versahen etwa Kanonenboote anstelle von Korvetten Stationsdienst im Ausland.
Da die geplanten größeren Schiffe fast alle erst ab 1870 im Zulauf waren, hatte der Flottengründungsplan von 1867 keinen wesentlichen Einfluss auf den Seekrieg im Deutsch-Französischen Krieg von 1870/71. 